# Maurice Troillet
Pour les articles homonymes, voir Troillet (homonymie).
Maurice Troillet, né le 17 juin 1880 au Châble (originaire de Bagnes) et mort le 20 août 1961 à Lausanne, est un homme politique suisse, membre du parti conservateur populaire.
Il exerce une importante influence sur la politique valaisanne au milieu du XXe siècle.

## Biographie
Fils de François-Narcisse, paysan de montagne, banquier, juge de paix et député au Grand Conseil, et de Célestine Filliez. Il est l'oncle de l'écrivain et poète Maurice Chappaz et le grand-oncle de la vigneronne Marie-Thérèse Chappaz. Il est célibataire.
Il réalise son école secondaire à Saint-Maurice, Fribourg, Brigue et Einsiedeln où il obtient sa maturité en juillet 1901. Il étudie ensuite le droit à l'université de Fribourg durant deux ans, à Munich et Paris. Il se présente alors, en 1904, à l'examen de notariat qu'il réussit, puis à l'examen d'avocat, en 1906, qu'il réussit également,. En 1905, quand la banque privée paternelle se transforme en banque de l'hoirie Maurice Troillet à Bagnes et Martigny, Maurice Troillet en devint l'unique fondé de pouvoir.
Il est à l'origine de la création de la coopérative Provins,.

## Parcours politique
Il est élu député au Grand Conseil valaisan lors des élections de mars 1905,, puis président de la commune de Bagnes en décembre 1908, mais doit se retirer de ce poste en 1909 à la suite de sa nomination comme préfet d'Entremont,. Il est élu conseiller d'État en 1913, et y reste jusqu'en 1953, il dirige le département de l'intérieur. Responsable du développement économique, agricole et viticole du Valais, le conservateur progressiste Maurice Troillet s'efforce d'améliorer les conditions d'existence de la population rurale. Afin de conquérir de nouvelles terres arables, il fit voter des crédits pour la correction du Rhône et l'assainissement de sa plaine (assèchement des marais). Avant 1936, on put ainsi gagner 37 500 hectares entre Brigue et le Léman. Maurice Troillet élabore la loi sur l'agriculture de 1919, qui permet de fonder les écoles d'agriculture de Châteauneuf (commune de Sion) et de Viège. Par la loi sur les routes de 1927, il encouragea la construction de routes dans les vallées latérales, pour empêcher l'exode de la population montagnarde qui tendait à abandonner les villages trop isolés. Maurice Troillet soutient la création d'associations et de coopératives facilitant l'écoulement de la production agricole (lait, fruits, légumes, vin). Membre du conseiller national (dont il est président en 1936-1937) et conseiller aux États, il y défend l'agriculture et la viticulture.
Il s'affirme en défenseur de la ruralité et des régions de montagnes,.
Candidat au Conseil fédéral en 1940, il est devancé par le Tessinois Enrico Celio qui le bat par 117 voix contre 41.
Considéré comme « l'homme d'État le plus visionnaire du Valais du XXe siècle »,, il est également critiqué pour sa mainmise dans certains dossiers, considéré comme un dictateur par certains,,,,,. Le député Gaspard von Stockalper dit, en séance plénière du Grand Conseil valaisan le 16 mai 1934 : « on ne peut pas rester honnête et collaborer avec Maurice Troillet ».

## Après la politique
Après son retrait du Conseil d'État en 1953, il prend la tête du syndicat pour la réalisation du tunnel routier du Grand-Saint-Bernard et impose ce projet, malgré de vives et multiples oppositions. L'ouvrage est inauguré en 1964, après la mort de celui qui reste l'homme d'État le plus visionnaire du Valais au XXe siècle.

## Hommages

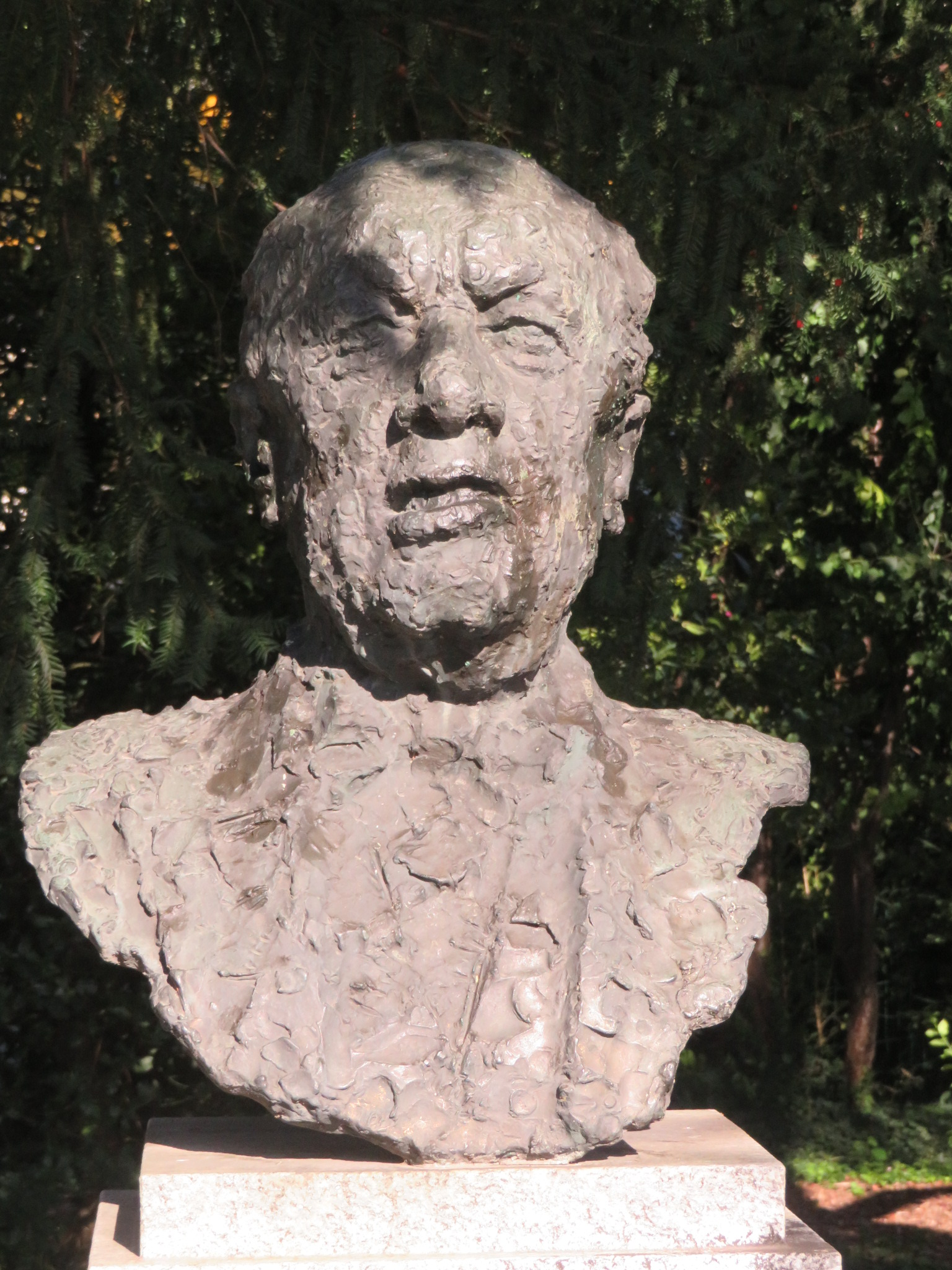
Buste de Mauriche Troillet à Sion

Cinq ans après sa mort, en 1966, un buste à son effigie est érigé à Sion.
L'avenue menant à l'école d'agriculture de Châteauneuf, qu'il a créée, porte son nom,.